# Mikołaj Sęp Szarzyński
Mikołaj Sęp Szarzyński, rzadziej Sarzyński herbu Junosza (ur. ok. 1550 w Zimnej Wodzie w okolicy Lwowa, zm. ok. 1581) – polski poeta przełomu epok renesansu i baroku, piszący zarówno w języku polskim, jak i w łacińskim, tłumacz Ludwika z Grenady; najznakomitszy obok Jana Kochanowskiego twórca literatury staropolskiej.
Uważany czasami za prekursora polskiego baroku (wspólnie z Sebastianem Grabowieckim) i najwybitniejszego przedstawiciela nurtu metafizycznego w poezji polskiej tego okresu. Autor liryków patriotycznych, refleksyjno-filozoficznych sonetów, pieśni, epitafiów i erotyków utrzymanych w duchu manieryzmu.

## Życiorys

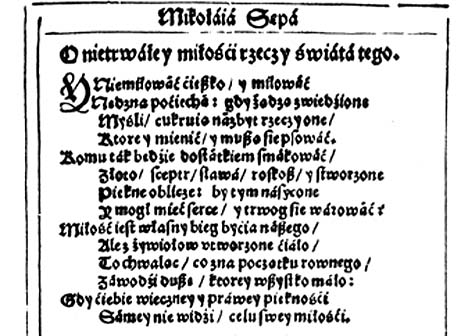

I nie miłować ciężko, i miłować

Nędzna pociecha, gdy żądzą zwiedzione

Myśli cukrują nazbyt rzeczy one,

Które i mienić, i muszą się psować. (Sonet V)

### Rodzina
Ród Sępów-Szarzyńskich wywodził się z Mazowsza, gdzie żył dziad poety Mikołaj i istniała rodowa siedziba Szarzyńskich – Szarzyno, jednak następna jego generacja przeniosła się do województwa ruskiego.
Mikołaj Sęp herbu Junosza (Szarzyński to późniejszy przydomek nadany od gniazda rodowego) urodził się przypuszczalnie w dobrach rodzinnych ojca w Zimnej Wodzie lub Rudnie. Obie te wsie znajdują się około 10 kilometrów na zachód od Lwowa. Przez te dwie wsie płynął potok tworzący dwa stawy. Był najstarszym z trójki synów Joachima Szarzyńskiego.

Dom Szarzeńskich w płockiem województwie starodawny, z których jeden pojął Zimnowodzką w Rusi u Lwowa, z majętnością wielką, tego dziś potomstwo Sępami zową. Był wieku mego Joachim Sęp podstolim lwowskim, człowiek cnotliwy i bogobojny, zostawił dwóch synów, Mikołaja człowieka uczonego, i poetę po Janie Kochanowskim przedniejszego w polskim wierszu. Umarł w roku 1581. Ciało jego w Przemyślu pochowane. Jakób syn tegoż Joachima, mąż godny i do posług rzpltej habilis.

Ojciec poety – Joachim – urodził się około roku 1500. Był najpierw komornikiem ziemskim a później, koło 1570 roku podstolim lwowskim. Oprócz Mikołaja jego synami byli Jakub (urodzony przed rokiem 1555) i Wit (Witusz). Jakub został w 1582 także podstolim lwowskim. Wg biografa Szarzyńskiego cały żywot ojca poety przepełniony był procesami jakie toczył z magistratem lwowskim, z mieszczanami lwowskimi, zakonem Dominikanów, z krewnymi i współwłaścicielami Zimnej Wody. Nie odbywało się też bez wymierzania sprawiedliwości na własną rękę. W 1565 r. ojciec bierze udział w olbrzymim zajeździe na dobra arcybiskupie i najechał w 12 koni na włość Obroszyn na zachód od Zimnej Wody.

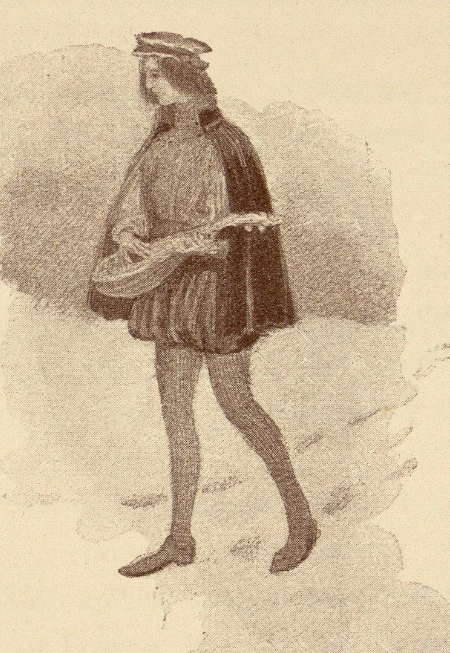
Imaginacyjny portret Mikołaja Sępa Szarzyńskiego jako młodego poety, delikatnej budowy, z noweli historycznej Tarłówna wydanej w 1896 roku. W rzeczywistości żaden portret poety nie zachował się do naszych czasów.

Mikołaj Sęp Szarzyński rodzi się kiedy jego ojciec ma ok. 50 lat, przypuszczalnie z zarodkami „choroby piersiowej” (gruźlicy).
Trzykrotnie w swoich poezjach określa się jako osoba wątła:
Pieśń III. Psalmu LVI paraphrasis w wierszu 48 Dokąd duchowi mojemu mieszkanie/W tym wątłym ciele będzie, o mój Panie!,
Sonet IV wiersz 10: Cóż będę czynił w tak straszliwym boju,/Wątły, niebaczny, rozdwojony w sobie?, Pieśń V wiersz 2: Ciebie, wszego stworzenia o obrońco wieczny/Wzywam, wątły, ubogi i nigdzie bezpieczny. Do dziś nie zachował się żaden portret uwieczniający wizerunek poety. Lata dziecięce spędza zapewne w domu ojcowskim.

### Nauka
Przyszły poeta uczył się we Lwowie, gdzie edukacją zajmował się w tym czasie Benedykt Herbest. Nauczył się czytania i pisania, greki i łaciny. Następnie studiował na uniwersytetach w Wittenberdze (studia rozpoczęte 21 maja 1565, zakończone zaś tego samego roku jesienią) i Lipsku, co skłania badaczy do doszukiwania się jego związków z protestantyzmem. Przypuszcza się nawet że Mikołaj Sęp Szarzyński odrzucił możliwość studiowania w Krakowie ze względu na propagowany tam katolicyzm. W Lipsku przebywał wraz ze Stanisławem Tarnowskim z Rzemienia herbu Leliwa w półroczu zimowym od jesieni 1565 r. do wiosny 1566 r., co wiadomo z matrykułów lipskich. Uniwersytet liczy wtedy 150 lat i składa się z „nacyj” (saksońska, bawarska, miśnieńska i polska). Szarzyński należy do nacji polskiej.
Wraz z przyjacielem rodziny Sępów Szarzyńskich, protestantem Stanisławem Starzechowskim, Mikołaj zwiedził prawdopodobnie Włochy i Szwajcarię. Wiele wskazuje na to, że podczas tych podróży młody poeta bardzo przeżył zetknięcie się z reformacją; po powrocie do Lwowa 31 stycznia 1568, kiedy miał 18 lat, na nowo stał się jednak katolikiem, obracając się w kręgach dominikanów i jezuitów. Uczył się za granicą około dwa lata. W kraju zastały Mikołaja problemy finansowe ojca, których konieczność rozwiązania przypadła w udziale trzem synom. Występuje w procesach sądowych. Ostatni raz w 1572 r. w sprawie z Worytykami.
Mikołaj Sęp Szarzyński zaczął tworzyć prawdopodobnie od ok. 1567, kiedy to po śmierci ojca Stanisława Starzechowskiego, Jana, napisał po łacinie krótkie epitafium nagrobkowe. Wkrótce powstały następne utwory, co do których dokładnej daty powstania nie ma pewności.
W tym czasie Sęp Szarzyński bywał w dworach szlacheckich z okolic między Zimną Wodą a Lwowem, czy też w Czaplach koło Sambora. Poeta szukał tam szerszego grona odbiorców napisanych przez siebie utworów oraz przyjaciół do intelektualnej dysputy. Później zaprzyjaźnił się z księdzem spowiednikiem, Antoninem z Przemyśla, który przybliżył poecie osobę Ludwika z Grenady oraz dbał o rozwój myśli filozoficzno-religijnej Mikołaja.

## Twórczość

### Spuścizna literacka
Zachowało się około 6 wierszy łacińskich i 72 polskie. Są to wiersze okolicznościowe, część z nich to erotyki (23) [ LVIII w numeracji wydania Chrzanowskiego – LXXVII oraz dwa wiersze do Jadwigi Tarłówny], część o tematyce religijnej. Sęp Szarzyński pisał poezję najprawdopodobniej w latach 1568–1581.
Jego dorobek literacki zebrany został przez Stanisława Starzechowskiego, który zmarł jednak w 1582. Sprawą wydania wierszy brata zajął się Jakub Sęp Szarzyński, który w 1601 ogłosił drukiem Mikołaja Sępa Szarzyńskiego rytmy, albo wiersze polskie. Po jego śmierci zebrane i wydane. R. P. 1601. Było to jednak wiele lat po śmierci brata i duża ilość pism zaginęła, a wiersze zostały przebrane przez duchownego, który przypuszczalnie nie dopuścił do wydania erotyków. Jakub Sęp Szarzyński pisał we wstępie do tego wydania, że:

Częstokroć wiele ludzi zacnych, mciwy panie bracie, którzy nieboszczyka pana Mikołaja Sępa Starzyńskiego, brata mego rodzonego, albo zaznali, albo też pisma jego czytali, rozmiawiali ze mną i z narzekaniem, żem się o to nie starał, aby prace i pisma jego do kupy były za mojem staraniem zebrane i światłu pokazane [..] Mając tedy trochę pism takowych brata mego, oczekiwałem z niemi, ażeby się ich więcej kędy miedzy ludźmi uczonymi należć mogło. Lecz gdy się nic takowego nie pojawiło, jam się, patrząc na złe zdrowie moje, aby i ta trocha co przy mnie była, jako inszych wiele nie zginęła, obawiąjąc, użyłem jednej zacnej osoby duchownej do przejrzenia i sporządzenia pism, ręki brata mego własnej, które przy mnie były [..]

W 1891 r. Aleksander Brückner odkrył XVI w. rękopis, w którym znajdowało się między innymi 5 znanych uprzednio utworów Szarzyńskiego oraz 21 innych erotyków.

### Przedruki i późniejsze wydania
Z wydania z 1601 Józef Muczkowski zrobił przedruk w 1827 roku (tzw. wydanie poznańskie).
W posłowiu wydania Turowskiego z 1858 roku napisano: Zasłużony literaturze naszej Józef Muczkowski [..] przedrukowawszy w r. 1827 rytmy Sępa, z egzemplarza znajdującego się w bibliotece Tytusa hr. Działyńskiego, pierwszy podał je do publicznej wiadomości. Zbiór poezji Sępa stał się znany z powodu upowszechnienia wydania poznańskiego przez Turowskiego. Wydawnictwo „Kronika Rodzinna” donosi w 1876 z Warszawy, że U nas tu obecnie całe owo bogactwo rymów Sępa kosztuje u Rubinsztajna groszy dziesięć. W 1891 roku Aleksander Brückner odszukał i wydał erotyki Sępa Szarzyńskiego.
Wydanie Ignacego Chrzanowskiego z 1903 r. zawiera pełne („Rytmy” i erotyki) wydanie poezji Sępa Szarzyńskiego ponumerowane od 1 do 78. Ukazały się także późniejsze wydania prac zebranych: Tadeusz Sinko w 1928 r., Julian Krzyżanowski w 1973 r., Jadwiga Sokołowska, Jakub Z. Lichański, oraz przedruk oryginału z posłowiem Pauliny Buchwald-Pelcowej z 1978 r.

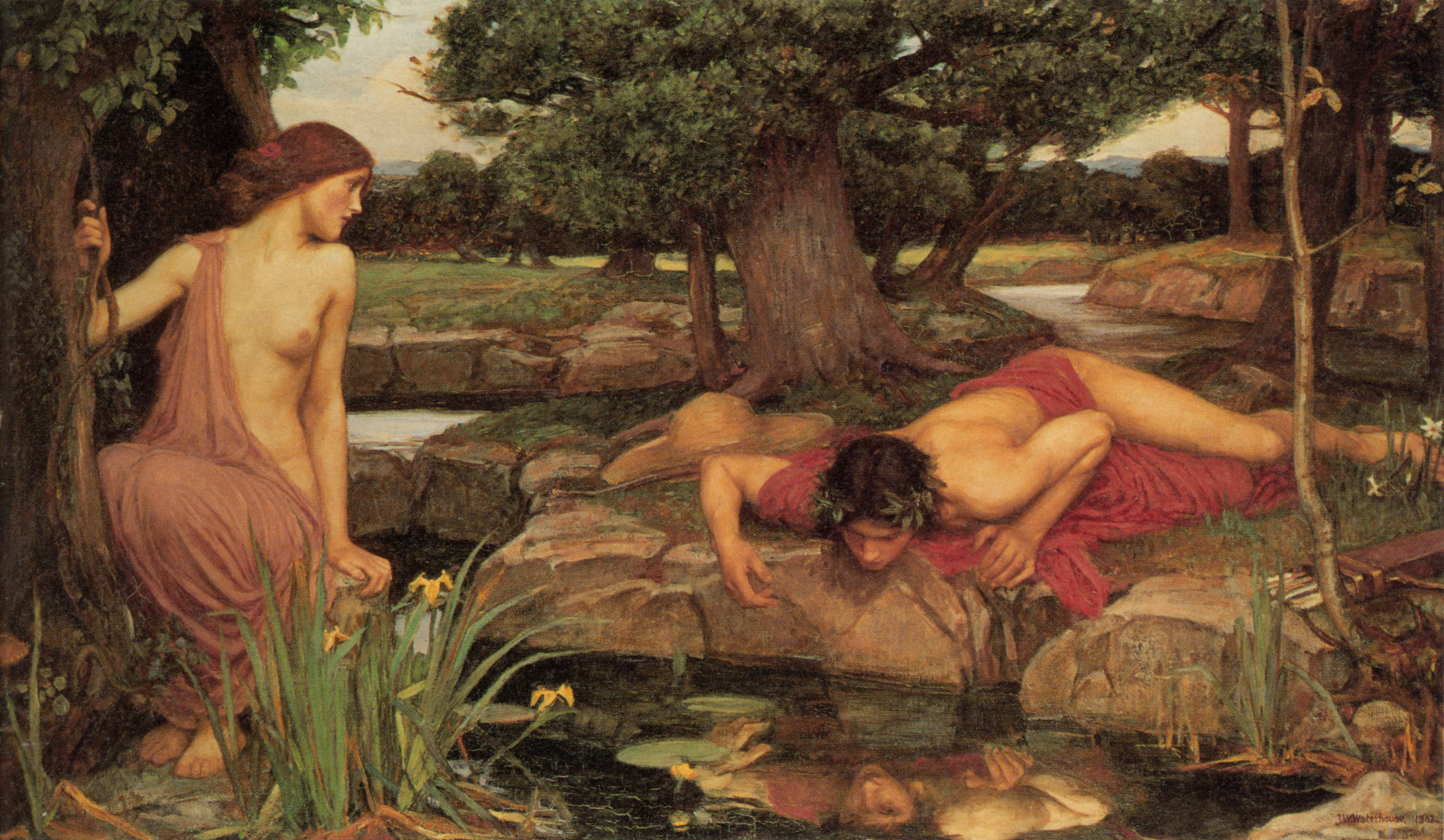
Wiersz Do Kasie, napisany pod koniec 1560 lub w 1570, jest skróconą wersją opowieści o Narcyzie

### Erotyki
Znane są ogółem 23 wiersze miłosne Sępa Szarzyńskiego (LVIII w numeracji wydania Chrzanowskiego – LXXVII oraz dwa wiersze do Jadwigi Tarłówny), wszystkie są pisane do Polek i po polsku, napisane były już po powrocie z zagranicy. Pierwsze omówienia erotyków datują się na 1891 oraz 1907, ale w 2003 Karpiński nadal stwierdza, że erotyki Sępowe tak rzadko są przedmiotem zainteresowania historyków literatury, że z taką trudnością przychodzi zaakceptować Erosa w ukształtowanym już obrazie poety, jawiącym się jako samotny rycerz nad brzegiem spienionej wody, z mieczem przepasany do boku, rękami złożonymi do modlitwy (...). Podobnie Henryk Sienkiewicz, omawiając poezję Sępa Szarzyńskiego w 1869 roku, lamentuje, że Dziś wydaje nam się rzeczą niepodobną, iżby młodemu poecie choć czasem nie przesunęła się przez oczy i serce jaka czarowna postać dziewicza (...). Jednak jak w całych naszych dziejach, tak jak w pisarzach przeszłości, brak prawie zupełnie elementów erotycznych (...). U nas gdy na chwilę zcichnie wrzawa, lub ustaną pożogi wojen, razem z jękiem dzwonów wawelskich, unosi się ku niebu to poważny chórał, to samotna pieśń religijna. (Jednak Sienkiewicz pisał swoje studium literackie przed znalezieniem przez Aleksandra Brücknera erotyków Sępa. Wiersze religijne pisane były w ostatnim okresie życia poety, który umarł mając około 31 lat).
W czasie młodości przypuszczalnie należał do grupy babińczyków, o czym świadczy Jan Kmita w wierszu „Macrocosmy Babińskie”, gdzie m.in. wylicza Sępa jako jednego z członków (o tym, że Sęp należał do babińczyków wspomina jedynie Kmita).

[..] Wssak w tym cechu znaczny

Miodopłynny pisorym Kochanowski zacny.

Był y w tey komitywie Rej, w polski rym łacny,

Trzecielski y Paprocki y Sęp, wierszem smaczny,

Miał vrząd niepośledni w tym sławnym Babinie.

W swoich wierszach miłosnych poeta składa hołdy czterem kobietom: Zosi, Kasi, Anusi (przypuszczalnie Annie Sławskiej) i Jadwidze Tarłównie. Najwięcej wierszy, bo jedenaście, pisze do Kasi i są to wiersze najbardziej zmysłowe. Kasia jest zamężna, ale jej obyczaje są dość swobodne. We fraszce O Kasi i o Pasiu fraszka, opisany jest jej stosunek z piętnastoletnim Pawełkiem Kasia, me kochanie, Pasia nadobnego / Który ledwie doszedł roku pietnastego, / (Sama także młoda) serdecznie miłuje / (...) / Aliści u Pasia, jak u szkapy, pije/Już baczę, skąd poszło tak wielkie kochanie / Każ mu ty przy sobie przedsię legać, panie!.
Zosia jest osobą z bogatej rodziny, a poeta nie zaznał u niej pełnej wzajemności. Fraszka o Kasi i o Anusi opisuje dwoiste uczucie do dwóch kobiet.
Jedną z wybranek Szarzyńskiego była Jadwiga Tarłówna, chorążanka lwowska, córka Jana Tarły, której książkę historyczną poświęcił Adam Krechowiecki. Recenzent książki Krechowieckiego pisze, że ku pięknej pannie Jadwidze poczuł płomienny afekt poeta Sęp-Szarzyński, który prócz talentu, natchnienia i rozmiłowanego do zapamiętałości serca, nic nie jest w stanie złożyć u stóp bogdanki. Sęp Szarzyński jest też jedną z postaci w dramacie Bronisława Grabowskiego Jadwiga Tarłówna. Mimo to Władysław Ćwik w 1907 pisał, że dwa wiersze poświęcone Tarłównie tak są przepełnione stylizowanymi grzecznościami, że trudno dopatrzeć się w nich prawdziwego uczucia. Dwa wiersze do Tarłówny zostały opublikowane już w zbiorze wydanym w 1601 roku.
Na erotyki Sępa Szarzyńskiego wpływ mieli przede wszystkim Petrarka, Horacy, Owidiusz, Katullus.
Według Ćwika poeta lubuje się w przesadnym obrazowaniu, antytezach, igraszkach myśli, wzorując się tutaj na poezji włoskiej. Wiersz Do Kasie, napisany pod koniec 1560 lub w 1570, kiedy autor miał około dwadzieścia lat, jest skróconą parafrazą opowieści o Narcyzie z III Księgi Metamorfoz (Przemian) Owidiusza.
Autor w erotykach czerpie też obrazy i porównania ze świata mitologii klasycznej. Chociaż, według Brücknera
(…) w młodocianych wierszach miłosnych do różnych Zoś i Kaś, z anagramami i innemi sztuczkami, mitologią, Wenerą, Kupidynem, Narcyzem brak własnej inwencyi łatając, igrając raczej z miłością, niż nią przejęty.

### Rytmy abo wiersze polskie
Rytmy abo wiersze polskie. Na Rytmy składają się: cykl sześciu sonetów
(bodajże pierwszych wierszy w literaturze polskiej napisanych w formie sonetów), sześć pieśni parafrazujących biblijne psalmy, pięć pieśni religijnych o wymowie wybitnie teocentrycznej oraz cztery zawierające pochwałę cnót rycerskich (O cnocie ślacheckiej, O Frydruszu, O Strusie, Stefanowi Batoremu), które zachęcały do przestrzegania etyki kodeksowej, trzydzieści epitafiów i napisów na herby.
Zbiór z 1601 otwiera wiersz Napis na statuę, abo na obraz śmierci, za najstarszy utwór uważa się z kolei Nagrobek panu Janowi Starzechowskiemu, wojewodzie podolskiemu, staroście samborskiemu i drohobyckiemu.
Podstawowym rysem poezji Mikołaja Sępa Szarzyńskiego w drugiej fazie jego krótkiego życia jest żarliwa religijność, która może świadczyć o przeżytym kryzysie religijnym poety. W twórczości tej przesunięty został akcent zainteresowań; z erotyków na motywy religijne. Typowo barokowe są też środki wyrazu stosowane przez poetę: konceptyzm, locus classicus w budowie i kompozycji wiersza czy marinistyczny meravigliar. Sęp Szarzyński mocno opiera się ponadto na zasadach paradoksu, puenty, dynamiki opisu oraz poetyckiej eufonii, bardzo często stosuje aliterację.
Opis Boga w pieśniach Sępa Szarzyńskiego odwołuje się do typowych dla tego poety lęków przed przemijaniem i dynamiką świata oraz do teorii filozoficznych Arystotelesa na temat arché, zwłaszcza tych zawartych w Fizyce. Wspólne poecie i antycznemu myślicielowi pojmowanie świata w kategoriach wiecznych przemian (u Arystotelesa jest to przechodzenie od możliwości do rzeczywistości) znalazło bowiem podstawę w niewzruszoności pierwotnej i najwyższej podstawy (u Arystotelesa: formy, cel działania i siła sprawcza), która sama nadaje ruch wszelkiemu życiu. Za taką, z gruntu opozycyjną wobec teorii neoplatońskich, podstawę uznaje Sęp Szarzyński samego Boga:
O losie i wolności woli pisze poeta w Pieśni II (O rządzie bożym na świecie), która jest jednak w znacznym stopniu naśladowaniem 5 metrum z I księgi Boecjusza.

Wiekuista mądrości, Boże niezmierzony,

Który wszystko poruszasz, nie będąc wzruszony

Boeciusz był też inspiratorem innych filozoficznych myśli Sępa. O pocieszeniu, jakie daje filozofia stało się podstawą do napisania krótkiego wiersza
Prośba do Boga, z Boeciusa, błagającego Stwórcę o pokój i ochronę ludzi przed „wichrzącą Fortuną”. Równie ważną rolę w tej twórczości odegrała geocentryczna filozofia Klaudiusza Ptolemeusza, swego czasu popierana oficjalnie przez Kościół, przez poetę poddana krytyce, zwłaszcza w duchu concors discordiae (harmonii wśród przeciwieństw) – ideału osiągnięcia doskonałej pewności pośród zmienności losu. Sęp Szarzyński zdecydowanie odrzuca z kolei ideę „twierdzy wewnętrznej” Teresy z Ávili oraz pogląd świętego Augustyna z Hippony, jakoby poznanie Boga leżało w introwertycznym poznaniu własnej duszy; u renesansowego poety Bóg jest raczej transcendentalnym Bytem, ku któremu człowiek zanosi prośby o wsparcie dla swojego wątłego istnienia.

## Biografia i percepcja poezji

### Badania biograficzne
W Pamiętniku Lwowskim z r. 1817 umieścił nieznany autor podpisujący się
„z Lipinek” wiadomość o Mikołaju Szarzyńskim, wierszopisie z XVI w. (II, s. 261).
Była to pierwsza wzmianka o znanym wprawdzie za czasów Zygmuntowskich poecie, ale wykreślonym niemal z pamięci potomnych. Autor ten nie wiedział, że istniało wydanie poezji Sępa w 1601 roku. Dopiero w 1827 odnaleziono wydanie z 1601 r., które zostało przedrukowane przez Józefa Muczkowskiego. W pewien sposób wprowadziło to Sępa do polskiej literatury. W 1880 Ludwik Finkel opublikował kilka nowych szczegółów biograficznych na podstawie bernardyńskiego archiwum (Archiwum krajowe aktów grodzkich i ziemskich we Lwowie). Jednym z najpełniejszych opracowań biograficznych są artykuły Ćwika. Inne opracowania to artykuły z 1843 r. Kraszewskiego, z 1869 r. Sienkiewicza, z 1877 r. Bartoszewicza, z 1881 r. Faleńskiego.

### Zasięg i wpływ literacki
Mikołaj Sęp Szarzyński otworzył literaturę polską przełomu XVI i XVII wieku na nurt, który w okresie dojrzałego baroku zaczęli z powodzeniem tworzyć tacy poeci jak: Sebastian Grabowiecki, Daniel Naborowski czy Jan Andrzej Morsztyn. Były to jednak czasy, kiedy o autorze Rytmów mówiło się niewiele, był on pomijany i wciąż pozostawał w cieniu żyjących poetów. Dopiero z czasem poezja Sępa Szarzyńskiego nabierała coraz większego rozgłosu i inspirowała szersze grona artystów. Jego refleksyjno-filozoficzne sonety odegrały spory wpływ na twórczość młodopolskiego pisarza, poety i krytyka literackiego – Antoniego Langego. Jeden z wierszy Langego, Fragment, rozpoczyna się wręcz cytatem od słów
Sonetu V Szarzyńskiego I nie miłować ciężko, i miłować nędzna pociecha. Poezja Sępa Szarzyńskiego gwałtownie zyskała na znaczeniu w latach 50. i 60. XX wieku, inspirując najbardziej znanych pisarzy i poetów tego okresu, takich jak Bronisław Maj, Ryszard Krynicki czy Zbigniew Herbert. Dobitny tego przykład stanowi wiersz Epitafium dla Rzymu Jarosława Marka Rymkiewicza, który jest współczesną parafrazą Epitaphium Rzymowi (epigramat Sępa to parafraza łacińskiej elegii szesnastowiecznego włoskiego humanisty Ianusa Vitalisa).
Bronisław Grabowski napisał wiersz Mikołaj Sęp Szarzyński.
Tenże Grabowski umieszcza Szarzyńskiego w dramacie Jadwiga Tarłówna: dramat dziejowy w 5-ciu aktach. W noweli historycznej z 1896 roku Adam Krechowiecki opisuje historię miłości pomiędzy Jadwigą Tarłówną a Sępem Szarzyńskim. Akcja dzieje się na zamku Tarłów w Czaplach, wsi położonej nad rzeką Strwiąż 12 km na zachód od Sambora na Ukrainie. Sęp pisze dla niej wiersz
Pannie Jadwidze Tarłównie (potym wojewodzinej ruskiej) kwoli oraz Pieśń.
Wiersz pt. Mikołaj Sęp Szarzyński opublikował także poeta Dawid Jung w tomie #SPAM (wyd. Stowarzyszenie Pisarzy Polskich w Krakowie).

### AutorstwoErotyków
Zdaniem Weintrauba, kontrowersji przysparzają dwie kwestie: rzeczywisty dorobek oraz przynależność stylowa dorobku Szarzyńskiego. Pierwszy problem przejawia się w niepełnym obrazie twórczości Sępa Szarzyńskiego spowodowanym zaginięciem części napisanych przez niego dzieł oraz niepewność (współcześnie znacznie zredukowana) co do rzeczywistego autorstwa cyklu erotyków.
W 1891 r. Aleksander Brückner w Bibliotece Zamojskich odkrył rękopis z XVI wieku, w którym znajdowało się między innymi 5 utworów Szarzyńskiego w otoczeniu 21 erotyków. Sam Brückner przypisał autorstwo tychże erotyków Sępowi, jednak znaczne różnice pomiędzy nimi a Rytmami sprawiły, że niektórzy badacze nie uznali autorstwa Sępa. (m.in. Tadeusz Sinko).
Sinko argumentował, że sposób wyrażania myśli w erotykach jest znacznie sprawniejszy niż w Rytmach, że są one bardziej melodyjne i sprawniejsze technicznie. Julian Krzyżanowski, będąc zdecydowanym „unitarystą”, przytacza argument dłuższej tradycji literackiej erotyków: w tej dziedzinie Sępowi szlak przetarli już Jan Kochanowski oraz tzw. tańce – zbiory pieśni, wyrastające z długiej tradycji petrarkistowskiej. Natomiast z trudnościami, jakie stawia przed autorem poezja psychologiczna czy teologiczna Sęp zmagał się jako pierwszy. Ponadto nowsze badania podważyły teorię o nieporadności technicznej Sępa, wychodząc z hipotezą, że jest to celowe zaburzenie równowagi, nastawione na zadziwienie czytelnika zawiłościami stylistycznymi. Ostatecznym argumentem w sporze okazała się analiza zabiegów stylistycznych i słownictwa, a zwłaszcza neologizmów Sępa. Wykazano, że w obu zbiorach występują specyficzne słowa i zwroty, których brak u innych twórców tego okresu.

### Renesans czy barok
Druga kwestia to problem periodyzacji. Trudno jednoznacznie określić styl, jaki prezentuje Sęp Szarzyński, równomiernie rozkładają się bowiem zarówno akcenty typowo renesansowe, jak i dość widoczne wykorzystanie poetyki barokowej. Zaklasyfikowanie Rytmów abo wierszy polskich do którejś z tych kategorii nie jest jedynie sprawą interpretacji. Jak zauważa Weintraub, „jeśli uznamy go za poetę barokowego, to początki baroku w literaturze staropolskiej przesuwają się na lata największego nasilenia twórczości poetyckiej Kochanowskiego”.
Autor „Rytmów” zmarł młodo na trzy lata przed śmiercią Jana Kochanowskiego. Ponieważ klasycznie początek baroku datowano na r. 1620 (śmierć Piotra Kochanowskiego, tłumacza Tassa), należałoby uznać Sępa za poetę renesansowego. Jednak wielu uczonych (m.in. włoski polonista Giovanni Maver, Stefan Nieznanowski, belgijski polonista Claude Backvis czy Wiktor Weintraub) uznali Sępa za twórcę barokowego. Efektem tego sporu była monografia Jana Błońskiego, w której podkreśla się odrębność i oryginalność twórczości Sępa, jednak kwestia ta nie została jednoznacznie rozstrzygnięta. Pomimo to, dyskusja przyczyniła się do spopularyzowania Sępa Szarzyńskiego, poety dotąd mało znanego poza granicami Polski, na polu międzynarodowej slawistyki.
Twórczość polskiego poety zaczęła być tłumaczona i badana w Ukrainie: przede wszystkim w ukraińsko-polskich mediach „Kontekst Kulturowy Krzemieńca” i „Posestry”.

## Śmierć
Na schyłek życia przypada znajomość z Adamem Rzeszowskim (właściciel Rzeszowa). O tej znajomości świadczą nabycie Wolicy, która należała do Rzeszowskiego oraz wiersz
Na herb Półkoza, alias Ośla Głowa (przodek Rzeszowskiego był herbu półkozic).
Mikołaj Sęp Szarzyński zmarł przypuszczalnie w Wolicy, w wieku 31 lat.
W kronice Bielskiego zapisano pod datą 1581 (wydanie warszawskie 1764, s. 726) „Tegoż roku umarł Mikołaj Sęp herbu Junosza, który by był doszedł lat swych, byłby poeta znamienity polski. Leży w Przeworsku”. Natomiast Paprocki twierdzi (s. 323, wydania Turowskiego z 1858) „ciało jego w Przemyślu pochowane”.
W 2013 roku w bibliotece dominikanów w Krakowie odnaleziono jedyny istniejący autograf autora. Wpis poety znaleziono na stronie tytułowej książki należącej do spowiednika Mikołaja Sępa Szarzyńskiego, dominikanina o. Antonina z Przemyśla. Autograf napisany jest w języku łacińskim i znajduje się na XVI-wiecznym starodruku poświęconym Ewangelii Panoplia evangelica sive de verbo Dei evangelico libri quinque. Księga najpierw była własnością Sępa Szarzyńskiego. Napisał ją natomiast holenderski biskup William Damasus Lindanus.
Henryk Sienkiewicz uważa, że skoro Sęp Szarzyński miał spowiednika z Przemyśla to jest tam także pochowany.

## Dzieła Mikołaja Sępa Szarzyńskiego
Wydanie Ignacego Chrzanowskiego z 1903 r. zawiera pełne („Rytmy” i erotyki) wydanie poezji Sępa Szarzyńskiego ponumerowane od 1 do 78 (w numeracji rzymskiej). Wiersze te są opisane w tabeli.
|           | |  |
| I.        | Napis na statuę, abo na obraz śmierci                                                                                           |  |
| II.       | Sonet I. O krótkości i niepewności na świecie żywota człowieczego                                                               |  |
| III.      | Sonet II. Na one słowa Jopowe: Homo natus de muliere, brevi vivens tempore etc.                                                 |  |
| IV.       | Sonet III. Do Naświętszej Panny                                                                                                 |  |
| V.        | Sonet IV. O wojnie naszej, którą wiedziemy z szatanem, światem i ciałem                                                         |  |
| VI.       | Sonet V. O nietrwałej miłości rzeczy świata tego                                                                                |  |
| VII.      | Sonet VI. Do pana Mikołaja Tomickiego                                                                                           |  |
| VIII.     | Pieśń I. Na psalm Dawidów XIX. Coeli enarrant gloriam Dei                                                                       |  |
| IX.       | Pieśń II. Na psalm Dawidów LII. Quid gloriaris in malitia, qui potens es in iniquitate?                                         |  |
| IX*.      | Psalm 52. Quid gloriaris in malicia etc.                                                                                        |  |
| X.        | Pieśń III. Psalmu LVI paraphrasis. Lament Kościoła Powszechnego. Miserere mei, Deus, quoniam conculcavit me homo                |  |
| XI.       | Pieśń IV. Psalmu CXXVI paraphrasis. De profundis clamavi ad te, Domine                                                          |  |
| XII.      | Pieśń V. Nakształt psalmu LXX. Deus, in adiutorium meum intende                                                                 |  |
| XIII.     | Pieśń VI. Nakształt psalmu CXX. Ad te levavi oculos meos                                                                        |  |
| XIV.      | Pieśń I. O bożej opatrzności na świecie                                                                                         |  |
| XV.       | Pieśń II. O rządzie bożym na świecie                                                                                            |  |
| XVI.      | Pieśń III. O wielmożności bożej                                                                                                 |  |
| XVII.     | Pieśń IV. O cnocie szlacheckiej                                                                                                 |  |
| XVII*.    | Do jednego panięcia |  |
| XVIII.    | Pieśń V. O Fridruszu, który pod Sokalem zabit od Tatarów roku Pańskiego 1519                                                    |  |
| XIX.      | Pieśń VI. O Strusie, który zabit na Rastawicy od Tatarów. Roku Pańskiego                                                        |  |
| XIX*.     | O Strusie |  |
| XX.       | Pieśń VII. Stefanowi Batoremu, królowi polskiemu                                                                                |  |
| XXI.      | Pieśń VIII. Iż rozum człowiekowi potrzebniejszy, niż skarby                                                                     |  |
| XXII.     | Pieśń IX. Iż próżne człowiecze staranie bez Bożej pomocy                                                                        |  |
| XXIII.    | O temże epigramma, abo napis krótki                                                                                             |  |
| XXIII*.   | Fraszka |  |
| XXIV*.    | Fraszka |  |
| XXV*.     | Statuta Kupidynowe |  |
| XXVI*.    | Statuta Fortuny |  |
|           | Epitaphia, epigrammata, nagrobki, napisy krótkie i insze drobiazgi                                                              |  |
| XXVII.    | Nagrobek panu Janowi Starzechowskiemu, wojewodzie podolskiemu, staroście samborskiemu i drohobyckiemu                           |  |
| XXVIII.   | Nagrobek Marcinowi Starzechowskiemu, dziecięciu, jeno XXX. godzin żywemu                                                        |  |
| XXIX.     | Drugi temuż |  |
|           | Na śmierć paniej wojewodzinej sędomirskiej, Zofiej ze Sprowa Odrowążowny Kostczynej, która umarła anno Domini 1580. mense Iulio |  |
| XXX.      | Pierwszy napis |  |
| XXXI.     | Inszy tejże |  |
| XXXII.    | Inszy tejże |  |
| XXXIII.   | Inszy tejże |  |
| XXXIV.    | Inszy tejże |  |
|           | Pannie Zofiej Kostczance, wojewodziance sędomirskiej, która, pierwej zachorzawszy, później trzema dnioma, niż macocha, umarła   |  |
| XXXV.     | Napis pierwszy |  |
| XXXVI.    | Wtóry |  |
| XXXVII.   | Trzeci |  |
| XXXVIII*. | Epitaphium albo napis na grób pannie Annie Stawskiej                                                                            |  |
| XXXIX.    | Nagrobek jednej pannie |  |
| XL.       | Epitaphium Rzymowi |  |
| XLI.      | Pannie Jadwidze Tarłównie (potym wojewodzinej ruskiej) kwoli                                                                    |  |
| XLII.     | Fraszka z Marcyalisza |  |
| XLII*.    | Fraszka |  |
| XLIII.    | Z tegoż fraszka |  |
| XLIV*.    | Do jednego |  |
| XLV.      | Na herb Półkoza, alias Ośla Głowa                                                                                               |  |
| XLVI.     | Na herb Leliwę |  |
| XLVII.    | Na herb Dąbrowa |  |
| XLVIII.   | Na obraz Stefana Batorego, króla polskiego                                                                                      |  |
| XLIX.     | Na tegoż drugi obraz (łac.) |  |
| L.        | Prośba do Boga, z Boeciusa |  |
| LI.       | Nagrobek Marcinowi Starzechowskiemu, dziecięciu jedno XXX godzin żywemu. Pana Koniecpolskiego (łac.)                            |  |
| LII.      | Temuż i tegoż |  |
| LIII.     | Pieśń |  |
| LIV.      | Epitaphium Boleslao Audaci, regi Poloniae (łac.)                                                                                |  |
| LV.       | Na obraz ś. Maryej Magdaleny (łac.)                                                                                             |  |
| LVI.      | Na obraz Herodyady z głową ś. Jana (łac.)                                                                                       |  |
| LVII.     | Epitaphium d. Joanni Starechowski (łac.)                                                                                        |  |
| LVIII*.   | Frasunek |  |
| LIX*.     | Kolęda do Zosie |  |
| LX*.      | Fraszka do Zosie |  |
| LXI*.     | Fraszka do Zosie |  |
| LXII*.    | Do Zosie |  |
| LXIII*.   | [Do Zosie] |  |
| LXIV*.    | Do Anusie |  |
| LXV*.     | Do Anusie |  |
| LXVI*.    | Do Anusie |  |
| LXVII*.   | Fraszka do Anusi |  |
| LXVIII*.  | Do Kasie |  |
| LXIX*.    | Do Kasie |  |
| LXX*.     | Do Kasie |  |
| LXXI*.    | Do Kasie |  |
| LXXII*.   | Do Kasie |  |
| LXXIII*.  | Frasunk |  |
| LXXIV*.   | Frasunk. Do Kasie |  |
| LXXV*.    | Fraszka do Kasie |  |
| LXXVI*.   | Do Kasie |  |
| LXXVII*.  | Fraszka o Kasi i o Anusi |  |
| LXXVIII*. | O Kasi i o Pasiu fraszka |  |